# Johannes Gutenberg

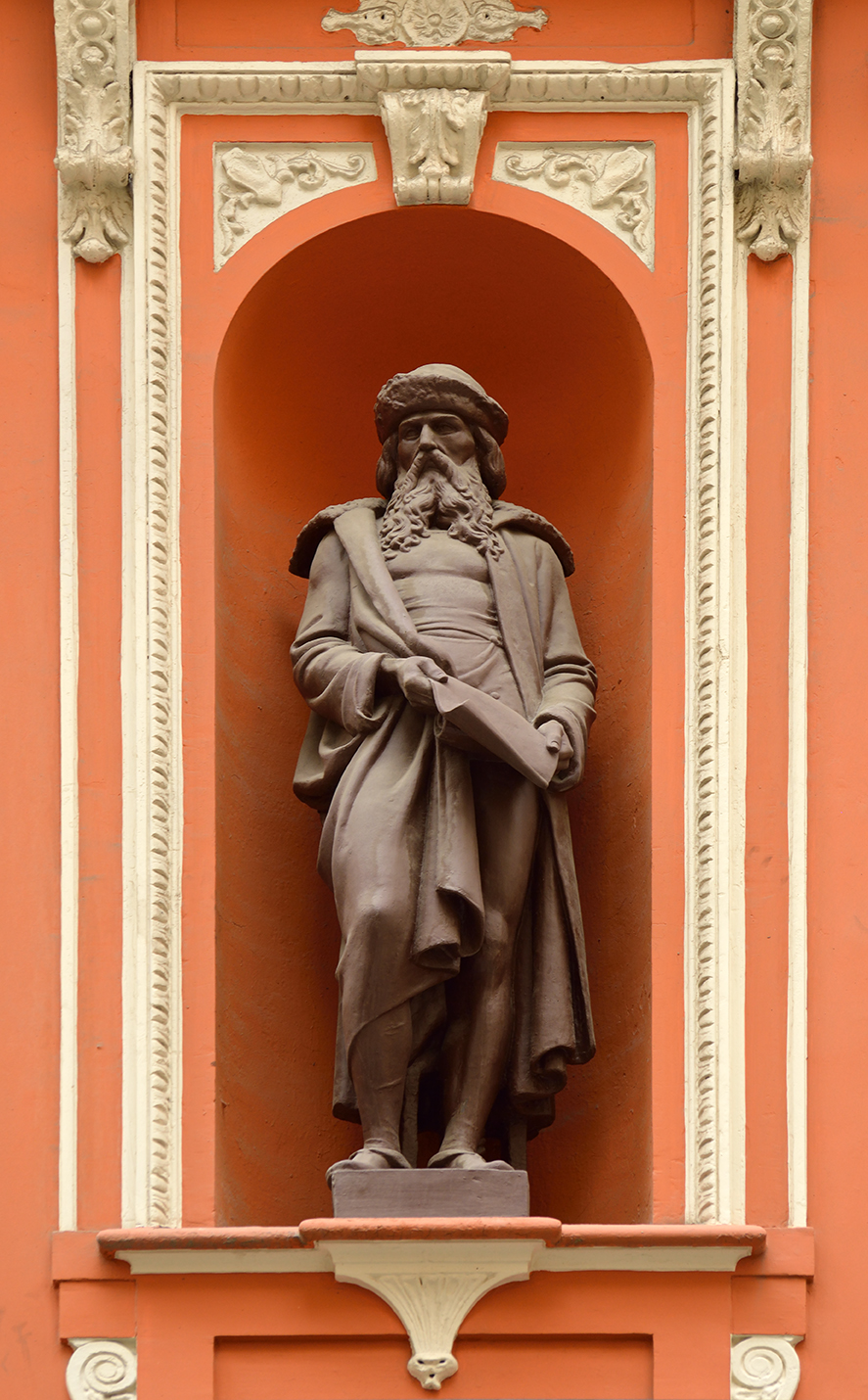
Escultura de Johannes Gutenberg decora a fachada da antiga Casa Garraux - atual Bovinu´s Grill - em São Paulo.

Johannes Gensfleisch zur Laden zum Gutenberg, ou simplesmente Johannes Gutenberg (Mainz, c. 1400 - Mainz, 3 de fevereiro de 1468), às vezes aportuguesado como João Gutembergue, foi um inventor, gravador e gráfico do Sacro Império Romano-Germânico. Gutenberg desenvolveu um sistema mecânico de tipos móveis que deu início à Revolução da Imprensa, e que é amplamente considerado o invento mais importante do segundo milênio. Teve um papel fundamental no desenvolvimento da Renascença, Reforma e na Revolução Científica e lançou as bases materiais para a moderna economia baseada no conhecimento e a disseminação em massa da aprendizagem.
Gutenberg foi o segundo no mundo a usar a impressão por tipos móveis, por volta de 1439, após o chinês Bi Sheng no ano de 1040, e o inventor global da prensa móvel. Entre suas muitas contribuições para a impressão estão: a invenção de um processo de produção em massa de tipo móvel, a utilização de tinta a base de óleo e ainda a utilização de uma prensa de madeira similar à prensa de parafuso agrícola do período. Sua invenção verdadeiramente memorável foi a combinação desses elementos em um sistema prático que permitiu a produção em massa de livros impressos e que era economicamente rentável para gráficas e leitores. O método de Gutenberg para fazer tipos é tradicionalmente considerado por ter incluído uma liga de tipo de metal e um molde manual para a confecção do tipo.
O uso de tipos móveis foi um marcante aperfeiçoamento nos manuscritos, que era o método então existente de produção de livros na Europa, e na impressão em blocos de madeira, revolucionando o modo de fazer livros na Europa. A tecnologia de impressão de Gutenberg espalhou-se rapidamente por toda a Europa e mais tarde pelo mundo.
Sua obra maior, a Bíblia de Gutenberg (também conhecida como a Bíblia de 42 linhas), foi aclamada pela sua alta estética e qualidade técnica.

## Biografia

Gutenberg em uma gravura em cobre do século XVI.

Johannes Gensfleisch zur Laden zum Gutenberg nasceu na cidade alemã de Mogúncia, filho mais novo do rico comerciante Friele Gensfleisch zur Laden. De acordo com alguns relatos, Friele foi um ourives do bispo de Mogúncia, mas provavelmente sua atividade era o comércio de roupas O ano de nascimento de Gutenberg não é precisamente conhecido, mas provavelmente foi em torno de 1398.
John Lienhard, historiador de tecnologia, diz que "a maior parte dos primeiros anos de Gutenberg é um mistério. Seu pai trabalhou com a casa da moeda eclesiástica. Gutenberg cresceu conhecendo o comércio da ourivesaria". Isto condiz com o historiador Heinrich Wallau, que acrescenta: "Nos séculos XIV e XV seus descendentes reivindicaram uma posição hereditária como ... mestre da Casa da Moeda do arcebispo. Nesta qualidade, sem dúvida adquiriram grande conhecimento e habilidade técnica no trabalho de metais. Forneceram a fonte do metal a ser cunhado, mudaram várias espécies de moedas e tinham um assento no Tribunal de Assize em casos de falsificação".
Seu pai adotaria mais tarde o nome "zum Gutenberg", homônimo da comunidade para onde a família se tinha transferido.

### Início de carreira
Desde jovem revelou uma forte inclinação pela leitura, lendo todos os livros que os pais possuíam em casa. Os livros, na época, eram escritos à mão, por monges, alunos e escribas e cada exemplar demorava meses a ser preparado, sendo o seu preço elevadíssimo e inacessível para a maioria das pessoas.
Trabalhou como joalheiro, onde dominou a arte da construção de moldes e da fundição de ouro e prata; por essa experiência os seus tipos eram excelentes, inclusive artisticamente.
Em 1434, Gutenberg mudou-se para Estrasburgo onde permaneceu vários anos. Depois de regressar à Mogúncia, associou-se com um comerciante que o financiou para realizar a impressão da Bíblia.
Não se conhece muito sobre os últimos anos da vida de Gutenberg. Sabe-se que morreu a 3 de fevereiro de 1468.
Gutenberg é considerado o inventor dos tipos móveis de chumbo fundido, mais duradouros e resistentes do que os fabricados em madeira, e portanto reutilizáveis que conferiram uma enorme versatilidade ao processo de elaboração de livros e outros trabalhos impressos e permitiram a sua massificação.

### A imprensa
A imprensa é outra das contribuições de Gutenberg. Desde a época de Suméria, já se usavam discos ou cilindros sobre os quais era lavrado o negativo do texto a imprimir, em geral, apenas a rubrica do dono do cilindro para outorgar a certeza da autenticidade das tabletas que a levavam. As imprensas na Idade Média eram simples tabelas gordas e pesadas ou blocos de pedra que eram apoiados sobre a matriz de impressão já entintada para transferir sua imagem ao pergaminho ou papel. A imprensa de Gutenberg foi baseada nas prensas usadas para espremer o suco das uvas na fabricação do vinho, com as quais Gutenberg estava familiarizado, pois a Mogúncia, onde nasceu e viveu, está no vale do Reno, uma região vinícola desde a época dos romanos.

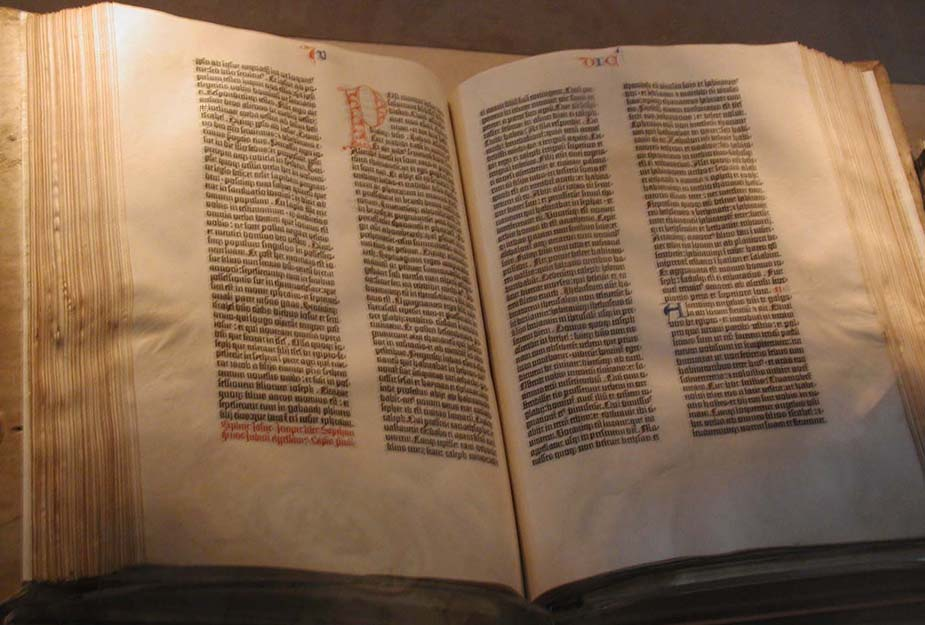
Um exemplar da Bíblia de Gutenberg na Biblioteca do Congresso em Washington D.C

Depois da invenção dos tipos e a adaptação da prensa vinícola, Gutenberg seguiu experimentando com a imprensa até conseguir um aparelho funcional. Também pesquisou sobre o papel e as tintas. Uns e outras tinham que se comportar de tal modo que as tintas fossem absorvidas pelo papel sem escorrer, assegurando a precisão dos traços; precisava-se que a secagem fosse rápida e a impressão permanente. Por isso, Gutenberg experimentou com pigmentos a base de azeite, que não usou apenas para imprimir com as matrizes, mas também as capitulares e ilustrações que eram feitas manualmente com o papel de trapo de origem chinesa introduzido na Europa em sua época.

### A Bíblia de Gutenberg
O primeiro livro impresso por Gutenberg foi a Bíblia, processo que se iniciou cerca de 1450 e foi concluído em 1455.
Para comprovar a magnificência deste inventor alemão do século XV, realiza-se anualmente, nos Estados Unidos, o "Festival Gutenberg" - uma espécie de Feira de demonstrações e inovações nas áreas do desenho gráfico, da impressão digital, da publicação e da conversão de texto - que só comprova que a invenção do mestre Gutenberg consegue, ainda hoje, cultivar seguidores que, da sua experiência-base, tentam superar o invento e adaptar as tecnologias modernas às exigentes necessidades do mundo atual.